# Делло
Делло (итал. Dello, ломб. Dèl) —коммуна в Италии, в провинции Брешиа области Ломбардия.
Население составляет 4202 человека, плотность населения составляет 183 чел./км². Занимает площадь 23 км². Почтовый индекс — 25020. Телефонный код — 030.
Покровителем населённого пункта считается святой великомученик Георгий Победоносец. Праздник ежегодно празднуется 23 апреля.